# Drosera neocaledonica
Drosera neocaledonica este o specie de plante carnivore din genul Drosera, familia Droseraceae, ordinul Caryophyllales, descrisă de R.Hamet.
Este endemică în New Caledonia. Conform Catalogue of Life specia Drosera neocaledonica nu are subspecii cunoscute.

## Galerie

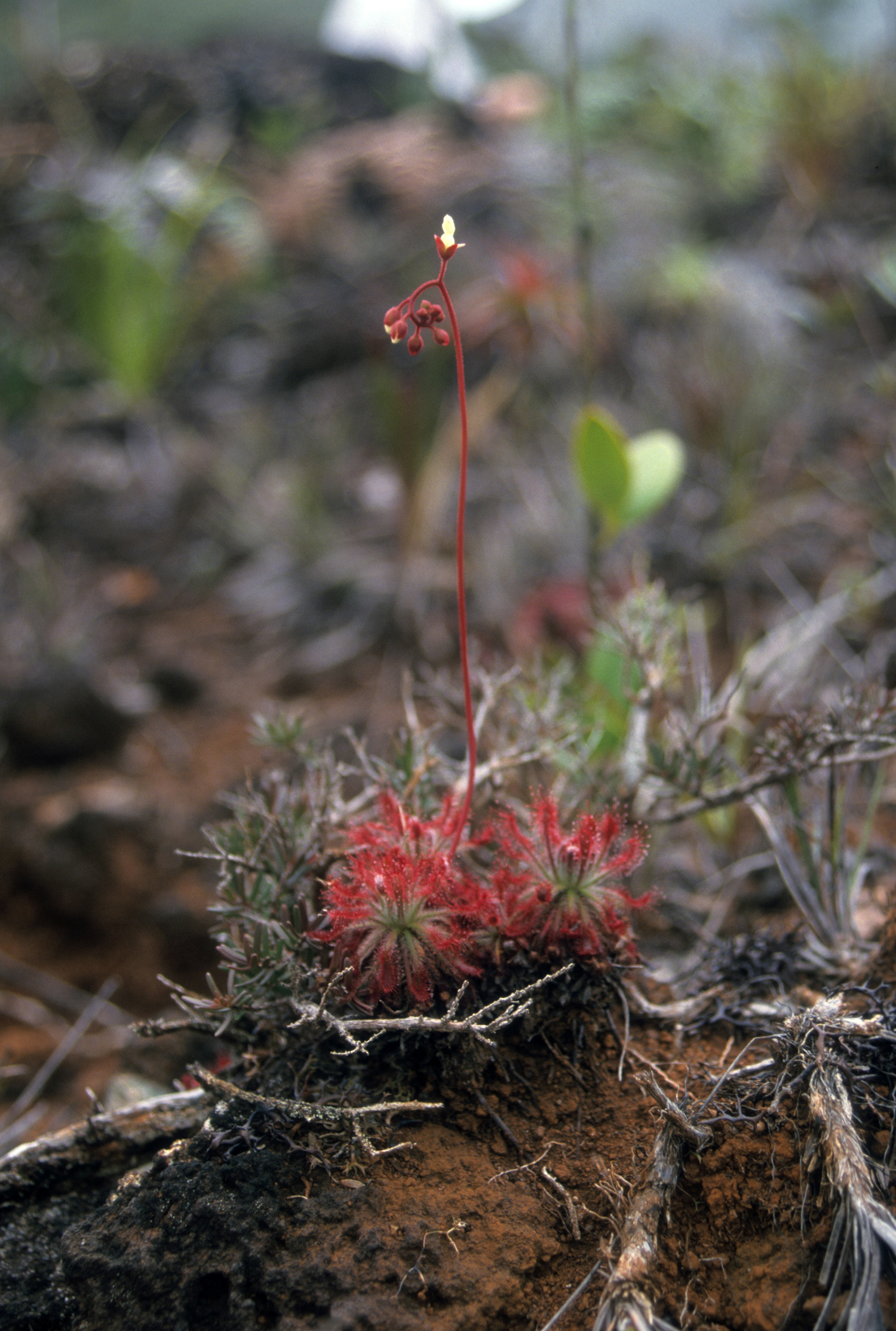
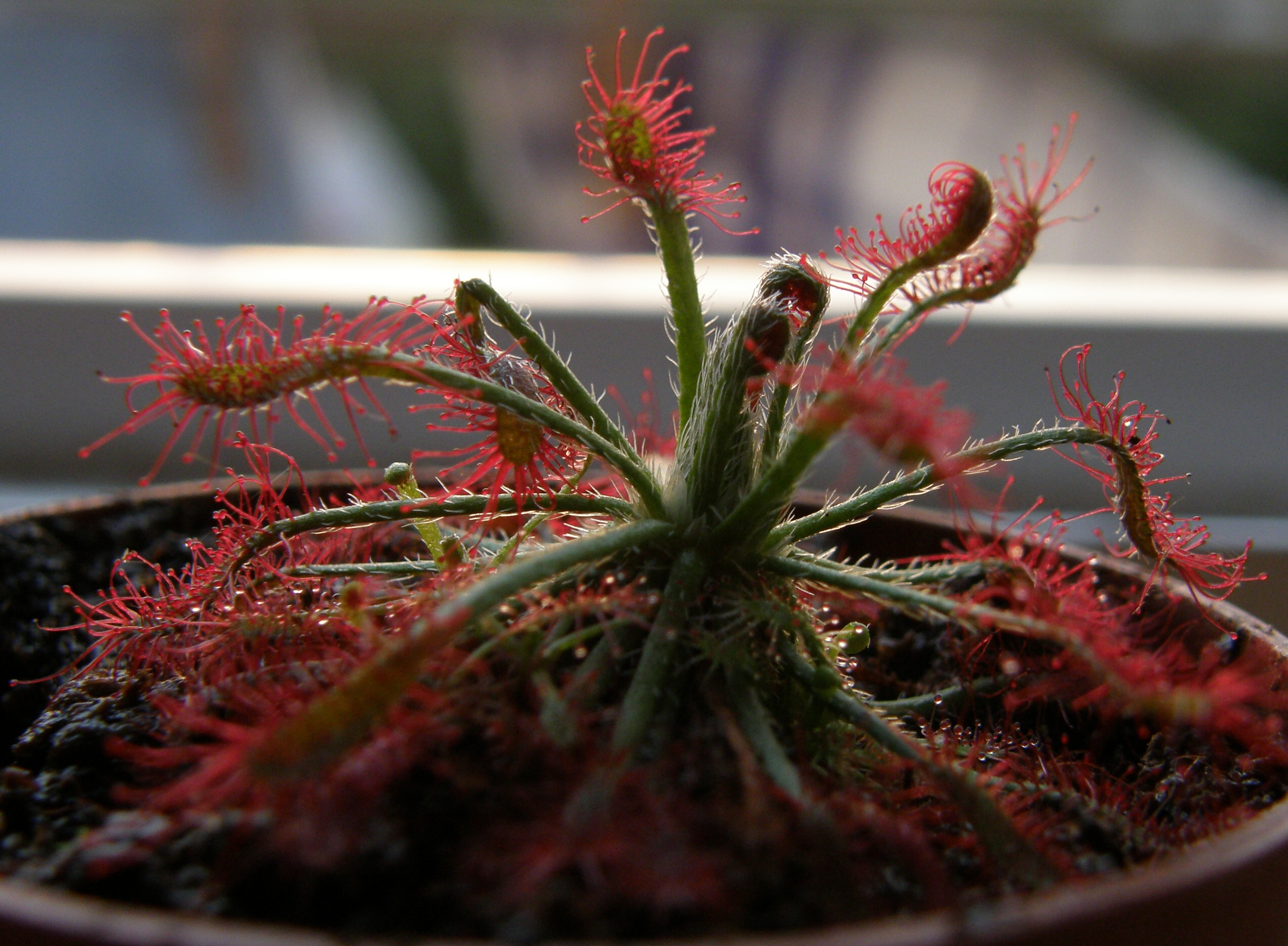
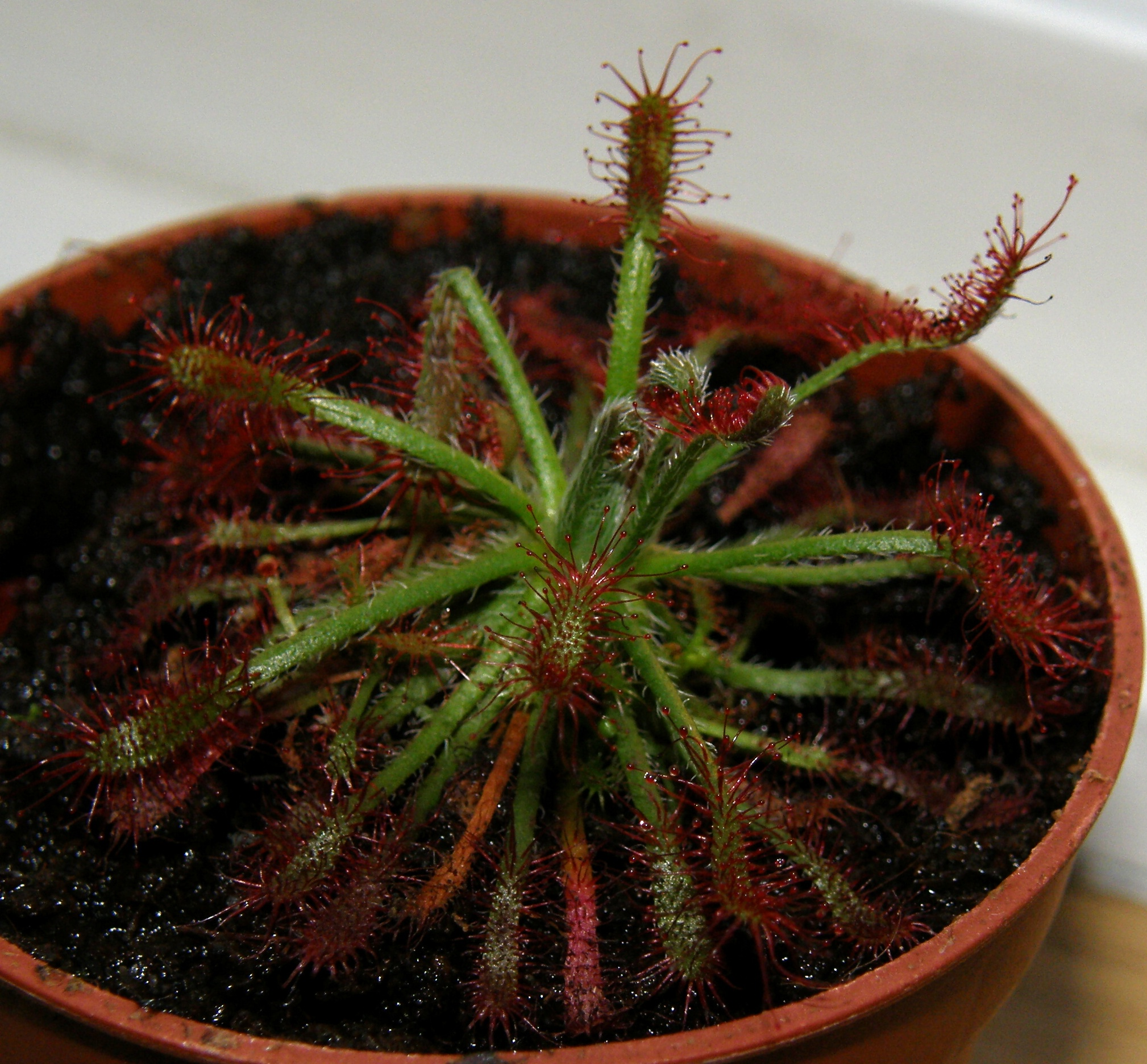
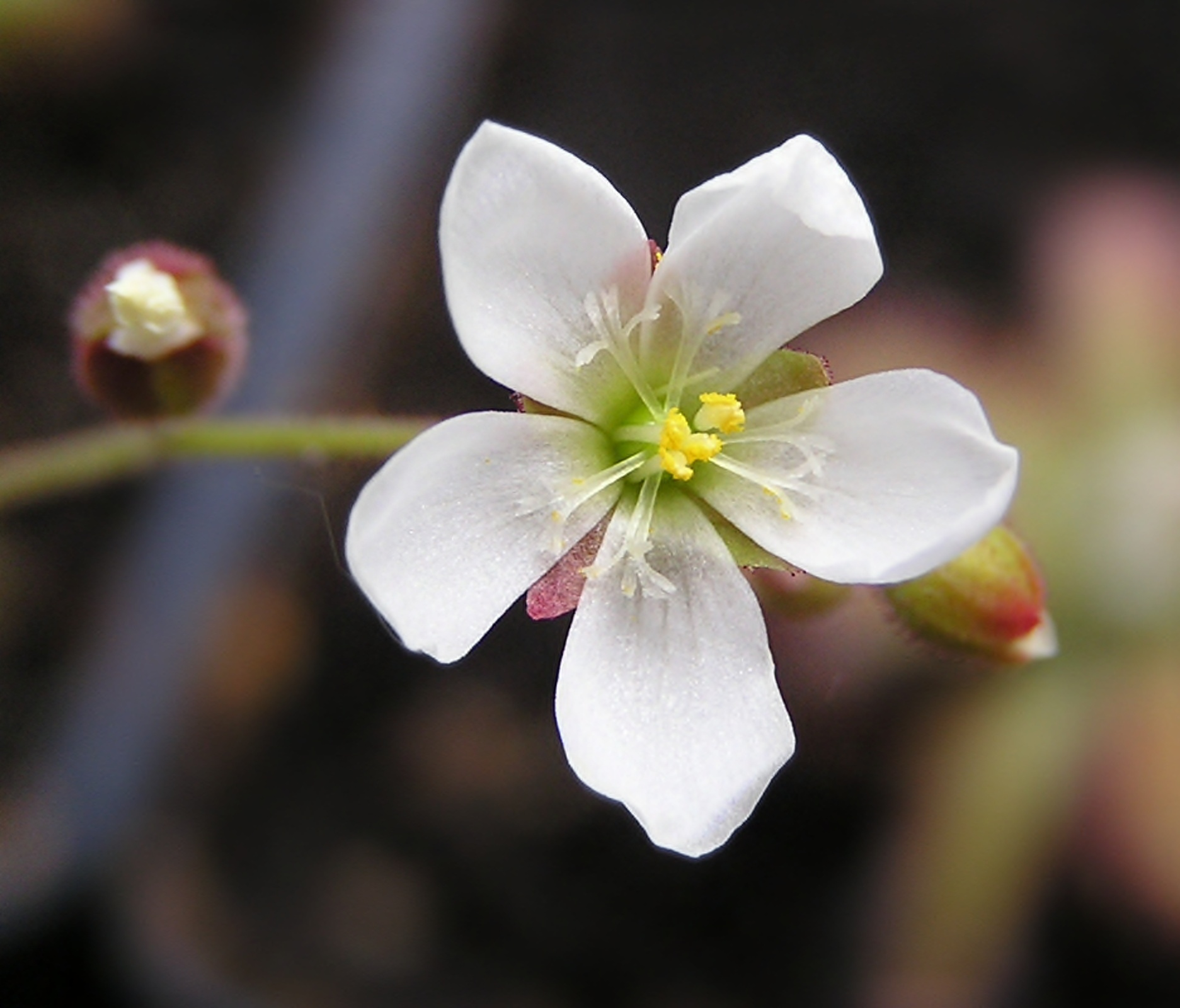